# Xã Interior, Quận Jackson, South Dakota
Xã Interior (tiếng Anh: Interior Township) là một xã thuộc quận Jackson, tiểu bang Nam Dakota, Hoa Kỳ. Năm 2010, dân số của xã này là 47 người.